# Zmarli w roku 1969
Lista osób zmarłych w 1969:

## styczeń 1969
- 6 stycznia – Ansgary Malina, polski kompozytor, franciszkanin (ur. 1892)
- 8 stycznia – Sebastian Englert, niemiecki kapucyn, misjonarz, badacz kultury i języka Mapuchów i rdzennych mieszkańców Wyspy Wielkanocnej (ur. 1888)
- 17 stycznia – Grażyna Bacewicz, polska kompozytorka i skrzypaczka (ur. 1909)
- 19 stycznia – Jan Palach, czeski patriota, dokonał samospalenia protestując przeciw radzieckiej inwazji na Czechosłowację (ur. 1948)
- 27 stycznia – Hanns Jelinek, austriacki kompozytor i teoretyk muzyki (ur. 1901)
- 30 stycznia – Dominique Pire, belgijski zakonnik, dominikanin, laureat Pokojowej Nagrody Nobla 1958 za działalność na rzecz uchodźców (ur. 1910)

## luty 1969
- 3 lutego – Adam Koc, polski, wojskowy, polityk, poseł, dziennikarz i wolnomularz (ur. 1891)
- 5 lutego – Marcin Trojok, polski pedagog, działacz społeczno-narodowy (ur. 1896)[1]
- 10 lutego – Nikołaj Piksanow, rosyjski historyk literatury i tekstolog (ur. 1878)
- 13 lutego – Kazimierz Wierzyński, polski poeta, prozaik, eseista (ur. 1894)
- 17 lutego – Paul Barbarin, amerykański perkusista jazzowy (ur. 1899)
- 22 lutego – Birger Gustafsson, szwedzki żeglarz, olimpijczyk (ur. 1874)

## marzec 1969
- 14 marca – Clement Deykin, brytyjski rugbysta, medalista olimpijski (ur. 1877)
- 28 marca – Dwight D. Eisenhower, polityk, generał amerykański, prezydent USA (ur. 1890)

## kwiecień 1969
- 1 kwietnia – Marin Shkurti, albański duchowny katolicki, męczennik, błogosławiony (ur. 1933)
- 18 kwietnia – Piotr Jefimienko (ros. Пётр Петрович Ефименко), rosyjski i radziecki archeolog (ur. 1884)
- 23 kwietnia – Krzysztof Komeda, polski kompozytor i pianista jazzowy (ur. 1931)
- 28 kwietnia – Antoni Hyży, polski oficer, kawaler Orderu Virtuti Militari (ur. 1893)

## maj 1969
- 14 maja – Jacques Thubé, francuski żeglarz, medalista olimpijski (ur. 1882)
- 18 maja – Rafał Ekielski, inżynier, konstruktor i budowniczy motocykli (ur. 1898)

## czerwiec 1969
- 2 czerwca – Radivoj Korać, serbski koszykarz (ur. 1938)
- 6 czerwca – Ari Żabotyński, izraelski polityk (ur. 1910)
- 14 czerwca – Marek Hłasko, polski pisarz (ur. 1934)
- 21 czerwca – Maureen Connolly, amerykańska tenisistka (ur. 1934)
- 22 czerwca – Judy Garland, amerykańska aktorka i piosenkarka (ur. 1922)

## lipiec 1969
- 3 lipca:
  - Daniel Cederberg, szwedzki duchowny luterański, działacz ekumeniczny (ur. 1908)
  - Brian Jones, brytyjski muzyk, gitarzysta zespołu The Rolling Stones (ur. 1942)
- 5 lipca – Walter Gropius, niemiecko-amerykański architekt (ur. 1883)
- 10 lipca – Bogumił Kobiela, polski aktor (ur. 1931)
- 19 lipca – Thoralf Glad, norweski żeglarz, medalista olimpijski (ur. 1878)
- 20 lipca – Roy Hamilton, amerykański piosenkarz (ur. 1929)
- 24 lipca – Witold Gombrowicz, polski pisarz (ur. 1904)
- 31 lipca – Ludwik Gościński, były duchowny katolicki, działacz ruchu „Zadruga”, prezydent Przemyśla (ur. 1890)

## sierpień 1969
- 7 sierpnia – Joseph Kosma, kompozytor francuski, pochodzenia węgierskiego (ur. 1905)
- 9 sierpnia:
  - Sharon Tate, amerykańska aktorka (ur. 1943)
  - Abigail Folger, amerykańska aktywistka (ur. 1943)
- 17 sierpnia – Ludwig Mies van der Rohe, niemiecko-amerykański architekt (ur. 1886)
- 22 sierpnia – Tadeusz Kalinowski, polski aktor (ur. 1915)
- 23 sierpnia – Adolf Grabowsky, niemiecki geopolityk (ur. 1880)
- 2 września – Hồ Chí Minh, wietnamski polityk (ur. 1890)

## wrzesień 1969
- 6 września – Arthur Friedenreich, brazylijski piłkarz (ur. 1892)
- 21 września – Natalia Agnieszka Ogrodnik-Popowicz, polska nauczycielka i działaczka harcerska, kierowniczka odcinka sanitarnego w II i III powstaniu śląskim (ur. 1901)
- 4 października – Jerzy Stempowski, polski eseista, krytyk literacki, tłumacz (ur. 1893)

## październik 1969
- 11 października – Kazimierz Sosnkowski, generał broni Wojska Polskiego, polityk, działacz niepodległościowy (ur. 1885)
- 19 października – Józef Kostrzewski, polski archeolog, prowadził m.in. wykopaliska w Biskupinie (ur. 1885)
- 21 października – Wacław Sierpiński, polski matematyk, przedstawiciel warszawskiej szkoły matematycznej (ur. 1882)
- 22 października – Folke Wassén, szwedzki żeglarz, medalista olimpijski (ur. 1918)
- 29 października – Sven Salén, szwedzki żeglarz, medalista olimpijski (ur. 1890)

## listopad 1969
- 18 listopada – Léon Jongen, belgijski kompozytor, pianista i pedagog (ur. 1884)

## grudzień 1969
- 2 grudnia – Hakon Reuter, szwedzki żeglarz, olimpijczyk (ur. 1899)
- 16 grudnia – Alphonse Castex, francuski rugbysta, medalista olimpijski (ur. 1899)